# Raevyn Rogers
Raevyn Rogers (Houston, 7 settembre 1996) è una mezzofondista statunitense, vincitrice negli 800 metri piani della medaglia d'argento ai Mondiali di Doha 2019 e del bronzo ai Giochi olimpici di Tokyo 2020.

## Palmarès
| Anno | Manifestazione   | Sede       | Evento      | Risultato | Prestazione | Note                                     |
| ---- | ---------------- | ---------- | ----------- | --------- | ----------- | ---------------------------------------- |
| 2013 | Mondiali U18     | Donec'k    | 800 m piani | Bronzo    | 2'03"32     | Miglior prestazione personale            |
| 2013 | Mondiali U18     | Donec'k    | Staffetta   | Oro       | 2'05"15     |                                          |
| 2014 | Mondiali U20     | Eugene     | 800 m piani | Batteria  | 2'08"01     |                                          |
| 2018 | Mondiali indoor  | Birmingham | 800 m piani | 5ª        | 2'01"44     |                                          |
| 2018 | Mondiali indoor  | Birmingham | 4×400 m     | Oro       | 3'23"85     | [ 2 ]                                    |
| 2018 | Campionati NACAC | Toronto    | 800 m piani | 4ª        | 2'00"75     |                                          |
| 2019 | Mondiali         | Doha       | 800 m piani | Argento   | 1'58"18     | Miglior prestazione personale stagionale |
| 2021 | Giochi olimpici  | Tokyo      | 800 m piani | Bronzo    | 1'56"81     | Miglior prestazione personale            |
| 2022 | Mondiali         | Eugene     | 800 m piani | 6ª        | 1'58"26     |                                          |
| 2023 | Mondiali         | Budapest   | 800 m piani | 4ª        | 1'57"45     | Miglior prestazione personale stagionale |